# Estadio Cino e Lillo Del Duca
El Estadio Cino e Lillo Del Luca es un estadio de fútbol de la ciudad italiana de Ascoli Piceno, en Marcas. En él disputa sus partidos como local el Ascoli Calcio 1898, el equipo de fútbol de la ciudad.